# Ján Bahýľ

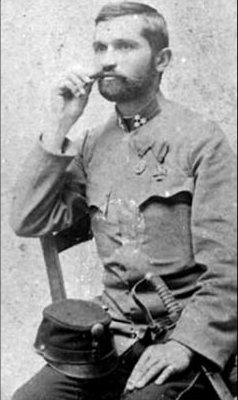
Ján Bahýľ

Ján Bahýľ (* 25. Mai 1856 in Zvolenská Slatina; † 13. März 1916 in Pressburg) war ein slowakischer Ingenieur, Erfinder und Konstrukteur, er erhielt 1895 ein Patent für einen Hubschrauber.

## Leben
Ján Bahýľ wurde in Zvolenská Slatina, damals Königreich Ungarn, geboren. Er besuchte das Gymnasium in Altsohl, 1869 absolvierte er die Berg- und Forstakademie in Schemnitz und schloss sich danach den Ungarischen Streitkräften an. Dort wurde man auf seine Talente aufmerksam und empfahl ihm die k.u.k. Technische Militärakademie in Wien zu besuchen, die er 1879 mit dem Dienstgrad Leutnant und der Berufsbezeichnung k. u. k. Mil.-Bauwerkmeister abschloss. Danach war Bahýľ als Bauingenieur im Königreich Ungarn tätig und reichte mehrere Patente ein. Er heiratete 1892 in Pressburg Rozália Schwanzerová, aus dieser Ehe stammen die Töchter Frida und Wilhelmina und sein Sohn Gustav. Bahýľ starb 1916 in Pressburg und fand dort am Friedhof Kozia brána seine letzte Ruhestätte.

## Erfindungen
Bereits 1897 führte er mit einem Hubschrauber erste Flugversuche am Námestie slobody durch.
Bekannt wurde Bahýľ vor allem durch sein am 13. August 1895 eingereichtes Patent (Nr. 3392) für einen Hubschrauber. Am 5. Mai 1905 flog ein von ihm entwickelter Hubschrauber in Pressburg für 1,5 km in einer Höhe von 4 m.
Wahrscheinlich handelte es sich dabei aber um ein „unbemanntes Modell“ mit einem Gewicht von etwa 50 kg.

## Trivia
- Nach Ján Bahýľ wurde im Mai 2000 der durch den slowakischen Astronomen Peter Kušnirák entdeckte Asteroid (26640) Bahyl benannt.
- Das slowakische Patent- und Markenamt (IPO SR) vergibt alle zwei Jahre den Jána Bahýľ Award für außergewöhnliche Erfindungen.[4]